# Escolho Você
"Escolho Você" é uma canção gravada pela cantora e compositora brasileira Sandy, contida em seu primeiro extended play (EP) Princípios, Meios e Fins (2012) e em seu segundo álbum de estúdio, Sim (2013). A canção foi lançada como segundo single do álbum Sim no dia 11 de junho de 2013, juntamente com o lançamento do mesmo.

## Composição
"Escolho Você" é uma música "autobiográfica sobre um amor real" e mistura elementos do pop com um "leve toque de R&B".

"É uma música autobiográfica sobre um amor real, de carne e osso e cotidiano. Não é aquele amor idealizado, romântico e perfeito."— Sandy sobre "Escolho Você"

## Antecedentes
A canção "Escolho Você" fez parte das 5 músicas escolhidas pela Sandy para serem previamente lançadas em seu EP Princípios, Meios e Fins no ano de 2012. O primeiro single da cantora em seu segundo trabalho na carreira solo, foi "Aquela dos 30", sendo lançada como single ainda em 2012. "Escolho Você" vem como o segundo single do disco "Sim", que foi oficialmente lançado em 11 de junho de 2013.

## Promoção de lançamento
Para a divulgação de seu segundo single, a cantora foi em vários programas de televisão, entre eles no TV Xuxa, Altas Horas, Legendários. Mas foi no Caldeirão do Huck em que ela cantou pela primeira vez sua nova música na televisão.

## Videoclipe

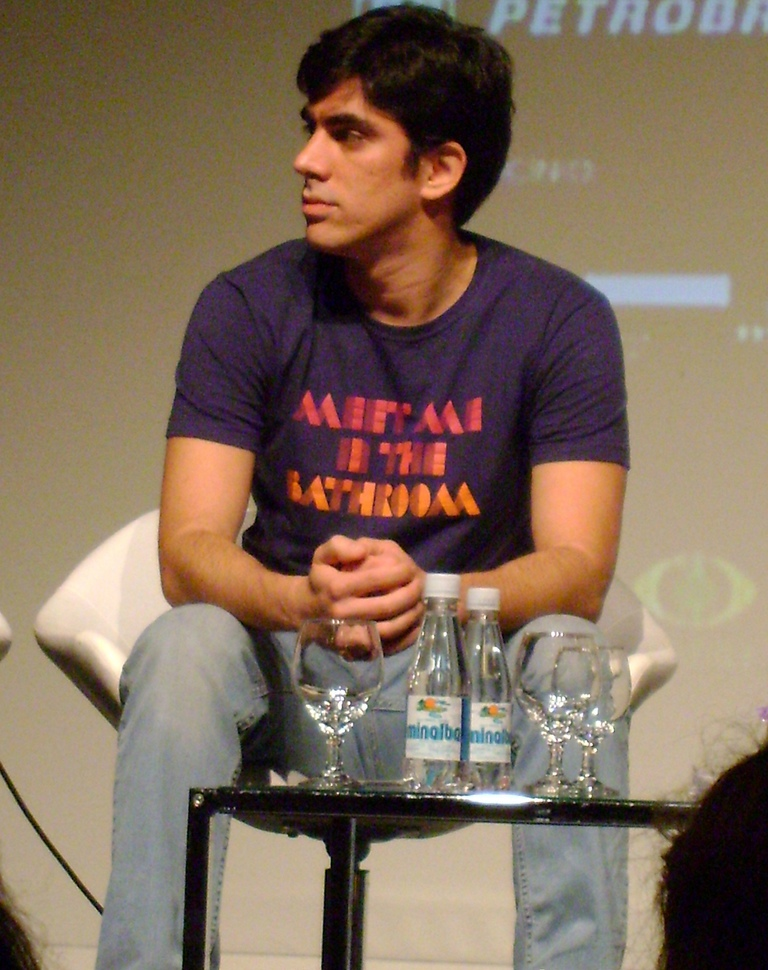
Marcelo Adnet estrelou o videoclipe junto a cantora.

O videoclipe da canção, que contou com direção de Ricardo Spencer, foi lançado no dia 22 de outubro de 2013 pela plataforma de vídeos Vevo, quebrando um recorde da Vevo no Brasil com a marca de 230,4 mil visualizações em 24 horas. No videoclipe, Sandy vive uma mulher apaixonada pelo namorado (interpretado pelo ator e humorista Marcelo Adnet) mesmo com todos os seus defeitos, como a cantora declama na letra da canção. Antes, o posto de recorde de visualizações da Vevo no Brasil era da boyband brasileira P9 com o single "My Favorite Girl". Atualmente, o videoclipe já ultrapassou da marca de 5 milhões de views no canal oficial da cantora no Vevo.
O clipe ainda atingiu a segunda posição no chart "Top Videoclipes VEVO" da Billboard Brasil em outubro de  2013 . Trata-se de um ranking mensal que lista os videoclipes mais assistidos durante o mês no VEVO Brasil. É feito em parceria da Billboard com a VEVO Brasil.

### Produção e Sinopse
O vídeo foi gravado em uma mansão e mostra os dois (Sandy e Adnet) em cenas um tanto cotidianas em reality shows dos Estados Unidos, onde casais fazem pegadinhas uns com os outros. O personagem de Marcelo Adnet assusta a namorada com máscaras, fingindo ser eletrocutado, sujando a casa de terra, passando cola instantânea em seu piano e até a despreza para assistir ao Futebol. Sandy revida as brincadeiras do namorado fictício e também prega peças em Adnet no videoclipe. Em entrevista para o jornal Folha de S. Paulo, a cantora explicou a escolha do ator e humorista para seu videoclipe:
| “ | Eu o escolhi por admirá-lo desde os tempos da MTV. Marcelo tem um lado musical expressivo, o que é importante para o bom andamento do clipe. | ” |

### Desempenho nas paradas musicais
| Tabela musical (2013)                     | Melhor posição |
| ----------------------------------------- | -------------- |
| Brasil (Billboard Hot Regional São Paulo) | 5              |
| Brasil (Brasil Hot 100 Airplay)           | 32             |
| Brasil (Brasil Hot Pop Songs)             | 29             |

### Desempenho do videoclipe nas paradas
| Tabela musical (2013)                            | Melhor posição |
| ------------------------------------------------ | -------------- |
| Brasil (Billboard Brasil - Top Videoclipes VEVO) | 2              |

## Certificações e vendas
| Região                                                                                             | Certificação | Vendas  |
| -------------------------------------------------------------------------------------------------- | ------------ | ------- |
| Brasil (Pro-Música Brasil)                                                                         | Ouro         | 40,000* |
| *números de vendas baseados somente na certificação ^distribuições baseadas apenas na certificação |              |         |